# Кохана Юпітера
«Кохана Юпітера» (англ. «Jupiter's Darling») — американський мюзикл 1955 року. У головних ролях — Естер Вільямс та Говард Кіл.

## Сюжет
217 р. до н. е. Великий полководець Ганнібал планує напасти на Рим. Чарівна Амітіс, наречена римлянина Фабіуса, з цікавості йде до стану прославленого вояки. Випадково вона видає себе і її хапають вартові. Вони ведуть дівчину до головнокомандуючого. Амітіс просить Ганнібала не чіпати міста, а краще зійти на пагорб і подивитись, яке воно прекрасне, чи не передумає він після цього. Ганнібал погоджується, і протягом цього невеличкого шляху закохується у дівчину. Тож саме вона стає найпалкішим об'єктом його бажання понад усі міста світу.

## У ролях
- Естер Вільямс — Амітіс
- Говард Кіл — Ганнібал
- Мардж Чемпіон —Мета
- Говер Чемпіон — Варіус
- Джордж Сайденс — Фабіус Максімус
- Річард Гайдн — Гораціо
- Вільям Демарест — Маго
- Норма Варден — Фабія
- Дуглас Дамріль — Сципіо
- Генрі Корден — Картало